# 双子座2号
双子座2号是双子座计划中的第二次无人任务航天器，於1965年1月19日发射。双子座2号和双子座1号一样，也是一次无人驾驶任务。与进入轨道飛行的双子座1号不同的是，双子座2号此次是次軌道太空飛行，而且此次任務主要是用來测试飞船的隔热罩。